# Heidi Oetinger
Heidi Oetinger (geboren als Heidi Oberlader, Mecklenburg, 19 november 1908 - Hamburg-Duvenstedt, 5 oktober 2009) was een Duits uitgeefster.
Zij groeide op in Hamburg als dochter van een Oostenrijkse vader en een Duitse moeder. In 1948 begon zij te werken als secretaresse van de uitgeverij "Friedrich Oetinger". In 1952 huwde zij met de uitgever Friedrich Oetinger en bouwde samen met hem de uitgeverij uit. Einde van de jaren 1960 nam zij de leiding over van de uitgeverij en bleef tot het midden van de jaren 1980 actief in het bedrijf. 

## Uitgegeven boeken (selectie)
- Astrid Lindgren: Pippi Langstrumpf, Ronja Räubertochter, Die Kinder aus Bullerbü, Karlsson vom Dach, Die Brüder Löwenherz
- Cornelia Funke: Die wilden Hühner - gestohlene Geheimnisse
- Janosch: Oh wie schön ist Panama
- Paul Maar: Geschichten vom Sams
- Henning Mankell: Der Hund, der unterwegs zu einem Stern war

1. ↑  (de) Prochazka, Sarah, Diplomarbeit: „Liebeserklärung an meinen deutschen Verleger“. Astrid Lindgren und der Verlag Friedrich Oetinger, unter Einbeziehung des Briefnachlasses.. phaidra.univie.ac.at. Gearchiveerd op 29 juli 2022. Geraadpleegd op 29 juli 2022.